# Тео Албрехт Младши
Теодор (Тео) Албрехт Младши (на немски: Theodor „Theo“ Albrecht, Jr.) е милиардер, бизнесмен от Германия.

## Биография
Син е на Теодор (Тео) Албрехт Старши (1922 – 2010), основателя на веригите от супермаркети „Алди“, Германия и „Трейдър Джо'с“, САЩ. След смъртта на баща му той и брат му Бертолд Албрехт (Berthold Albrecht, 1954 – 2012) наследяват бизнес империята.
Тео Албрехт Младши и семейството, с общо състояние от 22,1 млрд. щ. дол., са класирани от „Форбс“ на 34-то място в света и 2-ро в Германия към 20 март 2016 г.
Завършва гимназия в Швейцария. Изучава икономика и се дипломира в Университета на Инсбрук (1980). След това работи в управленската структура на „Алди“.
Женен е за Катя (Katja) Албрехт, има дъщеря Дороти .